# Маасгольм
Маасгольм (нім. Maasholm) — громада в Німеччині, розташована в землі Шлезвіг-Гольштейн. Входить до складу району Шлезвіг-Фленсбург. Складова частина об'єднання громад Гельтінгер-Бухт.
Площа — 8,4 км2. Населення становить 601 ос. (станом на 31 грудня 2020).